# 浙江乳突果
浙江乳突果（学名：Adelostemma microcentrum）是夹竹桃科乳突果属的植物。分布于中国大陆的浙江等地，多生长在山地林下岩石边，目前尚未由人工引种栽培。